# Cameroon thuộc Pháp
Cameroun thuộc Pháp (tiếng Pháp: Cameroun) hoặc Cameroon là một lãnh thổ ủy trị Hội Quốc Liên ở Trung Phi. Nó bây giờ là một phần của đất nước độc lập của Cameroon.
Khu vực hiện tại của Cameroon đã được tích hợp vào Xích đạo châu Phi của Pháp (AEF) trong "Cuộc tranh giành châu Phi" vào cuối thế kỷ 19. Tuy nhiên, vào năm 1911, Pháp đã nhượng lại một phần lãnh thổ cho người Đức gốc Đức, được gọi là Neukamerun (Cộng hòa Congo), do hậu quả của cuộc khủng hoảng Agadir, và trở thành người bảo hộ của Đức. Trong Thế chiến I, nó đã bị quân đội Anh và Pháp chiếm đóng, và sau đó Liên minh các quốc gia đã nhượng lại một nhiệm vụ cho mỗi quốc gia vào năm 1922. Nhiệm vụ của Anh được gọi là British Cameroon và ủy nhiệm của Pháp, Pháp thuộc Pháp.
Sau Thế chiến II, mỗi vùng lãnh thổ được giao nhiệm vụ bảo vệ Liên hợp quốc. Một cuộc nổi dậy do Ruben Um Nyobé và Liên minh các dân tộc Cameroon (UPC) lãnh đạo đã nổi lên vào năm 1955, bị Cộng hòa Pháp thứ tư đàn áp mạnh mẽ. Cameroon trở thành độc lập với tư cách là Cameroon vào tháng 1 năm 1960 và vào tháng 10 năm 1961, phần phía nam của Anh thuộc Anh, đã hợp nhất thành lập Cộng hòa Liên bang Cameroon. Phần Hồi giáo ở miền bắc Cameroon đã chọn liên minh với Nigeria vào tháng Năm cùng năm. Cuộc xung đột với UPC kéo dài đến những năm 1970.

## Lịch sử

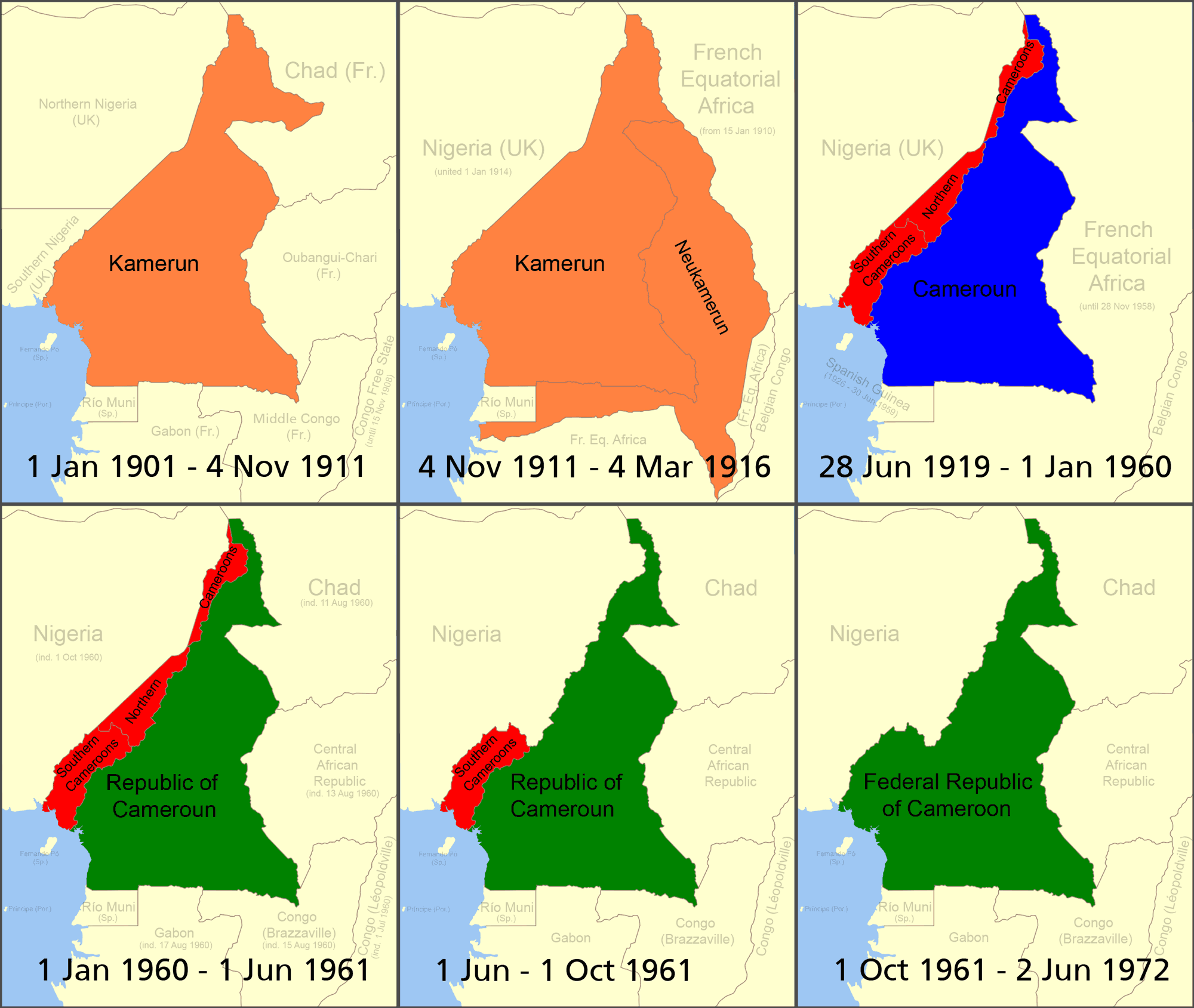
Cameroon 1901-1972
Kamerun thuộc Đức
Cameroon thuộc Anh
Cameroun thuộc Pháp
Cộng hòa Cameroon

### Bị xâm chiếm
Trong Chiến tranh thế giới thứ nhất năm 1916 bị quân đội Anh-Pháp chiếm đóng. Liên minh các quốc gia vào tháng 7 năm 1922 đã trao cho họ các nhiệm vụ quản lý và Cameroon bị chia rẽ giữa Anh và Pháp. Năm 1911, họ nhượng lại một phần lãnh thổ của họ, được gọi là New Cameroon (nay là Cộng hòa Congo) do hậu quả của cuộc khủng hoảng Agadir (Ma-rốc thứ 2), và Lãnh thổ này đã nhận được một sự bảo hộ của Đức. Trong Thế chiến I, người Đức gốc Đức bị quân đội Anh và Pháp chiếm đóng. Mỗi quốc gia trong số này đã nhận được một nhiệm vụ từ Liên minh các quốc gia vào năm 1922. Người Pháp đã giành được độc lập vào năm 1960 dưới tên mới là Cameroon.

### Độc lập
Người quay phim Pháp trở nên độc lập trong tháng 1 năm 1960 và Nigeria đã được lên kế hoạch độc lập vào cuối năm đó, điều này đặt ra câu hỏi phải làm gì với lãnh thổ Anh. Sau một số cuộc thảo luận (diễn ra từ năm 1959), một plebiscite (trưng cầu dân ý Cameroon của Anh) đã được đồng ý và được tổ chức vào ngày 11 tháng 2 năm 1961. Khu vực phía Bắc đa số Hồi giáo đã chọn tham gia liên minh với Nigeria, và khu vực miền Nam đã bỏ phiếu tham gia Cameroon.
Cameroon miền Bắc đã trở thành một khu vực của Nigeria vào ngày 31 tháng 5 năm 1961, trong khi Nam Cameroon trở thành một phần của Cameroon vào ngày 1 tháng Mười. Trong khi đó, khu vực này được quản lý như một thuộc địa của Pháp, ở Tây Phi thuộc Pháp.